# H.C. Andersens sagor
H.C. Andersens sagor är en svensk-amerikansk kortfilm från 1952 i regi av Olle Kinch och Thor Brooks. Förlaga är sagorna Svinaherden och Dummerjöns av den danske författaren H.C. Andersen.

## Om filmen
Filmen spelades in sommaren 1952, där interiörerna filmades i Köpenhamn och Täby och exteriörerna i Köpenhamn med omnejd.
Filmen premiärvisades 13 december 1952 på biograf Riviera i Stockholm.

## Rollista
Ramberättelsen
- Alice Babs – Alice Babs, sagoberättare
- Lilleba Sjöblom – Alice dotter
- Lasse Sjöblom – Alice son
- Titti Sjöblom – Alice dotter

Svinaherden
- John Neville – prinsen/svinaherden
- Joan Vohs – prinsessan
- Georg Funkquist – kejsaren
- Lauritz Falk – prinsens adjutant
- Kristian Bratt
- Bojan Westin[2]

Dummerjöns
- Johannes Marott – Dummerjöns
- Allyn Smith – prinsessan
- Georg Funkquist – herremannen
- John Neville – den ene begåvade sonen
- Lauritz Falk – den andre begåvade sonen
- Anders Andelius
- Hans Lindgren
- Bengt Sundmark
- Manne Grünberger[2]

Övriga medverkande
- Helge Kjærulff-Schmidt
- Elith Foss
- Miskow Makwarth

### Fotnoter
1. 1 2  ”H.C. Andersens sagor”. Svensk Filmdatabas. http://sfi.se/sv/svensk-filmdatabas/Item/?itemid=4371&type=MOVIE&iv=Basic&ref=/templates/SwedishFilmSearchResult.aspx?id%3d1225%26epslanguage%3dsv%26searchword%3dH.C.+Andersens+sagor%26type%3dMovieTitle%26match%3dBegin%26page%3d1%26prom%3dFalse. Läst 9 april 2013.
2. 1 2  ”Danskarna först med H. C. Andersen”. Göteborgs Handels- och Sjöfarts-Tidning. 22 december 1952. Läst 25 oktober 2023.